# Threshfield
Threshfield – wieś w Anglii, w hrabstwie North Yorkshire, w dystrykcie (unitary authority) North Yorkshire. Leży 63 km na zachód od miasta York i 312 km na północny zachód od Londynu.